# Parasélène

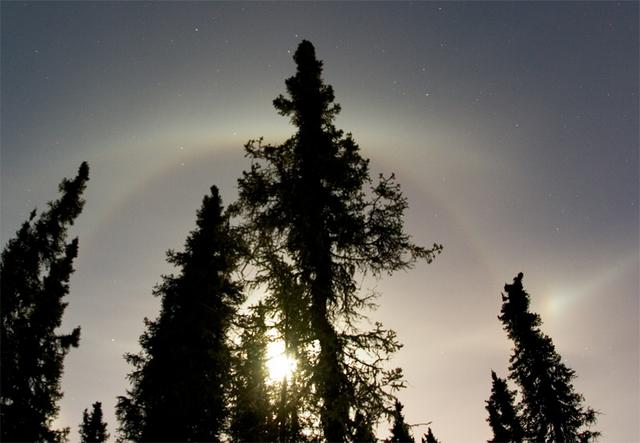
Halo lunaire et parasélène

La ou le parasélène (mot signifiant « à côté de la lune ») est un photométéore de la famille des halos qui apparaît assez rarement par réfraction des rayons lunaires par les cristaux de glace des cirrus ou des cirrostratus.  Analogue aux parhélies, mais moins brillant, le parasélène est formé par la lumière réfléchie ou réfractée par la Lune, et non celle du Soleil, ce qui donne des points brillants le long du cercle parasélénique à une distance angulaire de 22° (petit halo) et 46° (grand halo). Le phénomène n'est généralement visible que par pleine lune car la lumière lunaire est autrement trop faible.

## Principe

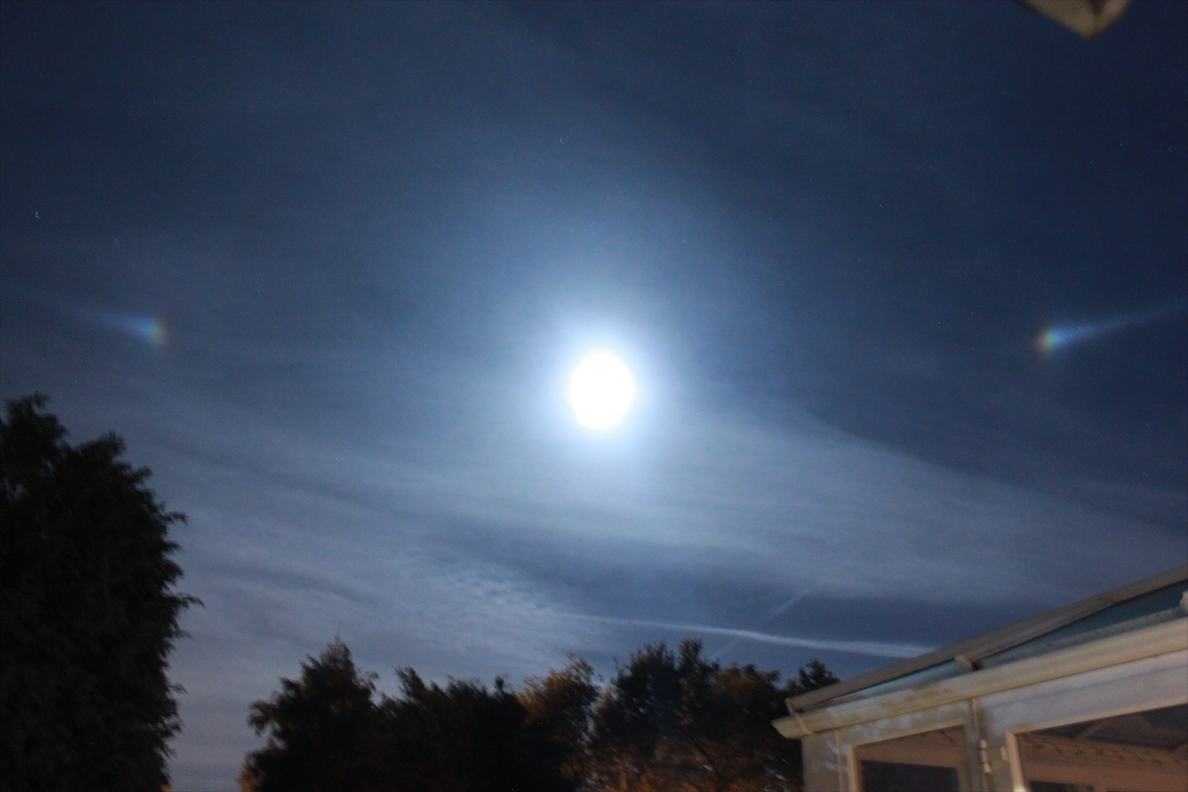
Parasélène incomplet (taches lumineuses de part et d'autre de la Lune).

Le phénomène se produit lorsque la lune est assez basse sur l'horizon et que l'atmosphère est chargée de cristaux de glace présents dans les nuages de haute altitude (troposphère) appelés cirrus ou cirrostratus. Les cristaux se constituent naturellement dans les nuages suivant une symétrie hexagonale, en prenant la forme d'un prisme allongé (ou d'un crayon à papier hexagonal), ou encore d'une mince plaque hexagonale ou d'une étoile à six branches aplaties. Durant leur chute très lente (en écoulement de Stokes), ces particules, qui présentent des angles tous égaux à 60° ou 120°, peuvent se placer spontanément à l'horizontale et former un réseau de prismes qui reflète et réfracte la lumière solaire. Lorsque la lumière traverse des cristaux entre faces formant entre elles un angle de 60°, le minimum de déviation est de 22°, ce qui conditionne la dimension apparente du halo principal, ou petit halo. Les parasélènes (c.-à-d. les images supplémentaires de la lune) sont situés à ce même angle de part et d'autre de la lune lorsque celle-ci est sur l'horizon, et s'en écartent d'autant plus qu'il est haut dans le ciel. 
La lumière est décomposée par les réfractions dans les cristaux : le rouge est moins dévié que le bleu. Techniquement, les parasélènes devraient  donc être rougeâtres du côté de la Lune et bleuté de l'autre côté. Cependant, leur lumière étant très faible, l’œil humain ne peut percevoir cette irisation sur le fond du ciel nocturne. Comme les cristaux restent rarement exactement dans la même orientation durant leur chute, ils oscillent proportionnellement à leurs dimensions, ils produisent des parasélènes plus hautes que larges. Ces images de la lune deviennent souvent indistinguables du petit halo.

### Parantisélène
Les parantisélènes sont similaires aux parasélènes mais apparaissent (très rarement) sur le cercle parasélènique horizontal (analogue au cercle parhélique), à 120° (ou 90°) de la lune. Elles sont dénuées de coloration.

## Climatologie
Les parasélènes sont plus fréquentes dans les régions polaires, car de nombreux nuages bas y sont, eux aussi, chargés de particules de glace. L'apparition de « fausses Lunes » est plus fréquente en hiver, car les petits cristaux de glace sont plus communs à cette époque de l'année. Il est cependant possible d'en observer à d'autres moments dans l'année. Le phénomène prend de l'altitude avec la Lune, mais n'est visible qu'en-dessous de 45 degrés au-dessus de l'horizon car plus haut, la lumière réfractée est invisible pour l'observateur au sol.

## Signification météorologique
Météorologiquement parlant, les parhélies et parasélènes peuvent indiquer l'arrivée d'un système de frontal ou le développement d'une dépression, mais les cirrus peuvent aussi survenir dans des anticyclones.

## Témoignages historique
(Sous les consuls C. Quintius Flaminius et P. Furius Philon) : "En Ariminum (ville frontière de la Marque d’Ancone, sur la rivière Pisitelle) advint que à haute heure de nuit le jour se leva clair & splendissant. Trois Lunes apparurent en diverses & fort distantes régions du ciel (première image ci-dessous)."

Parasélène cité dans le Livre des Prodiges écrits au quatrième siècle.
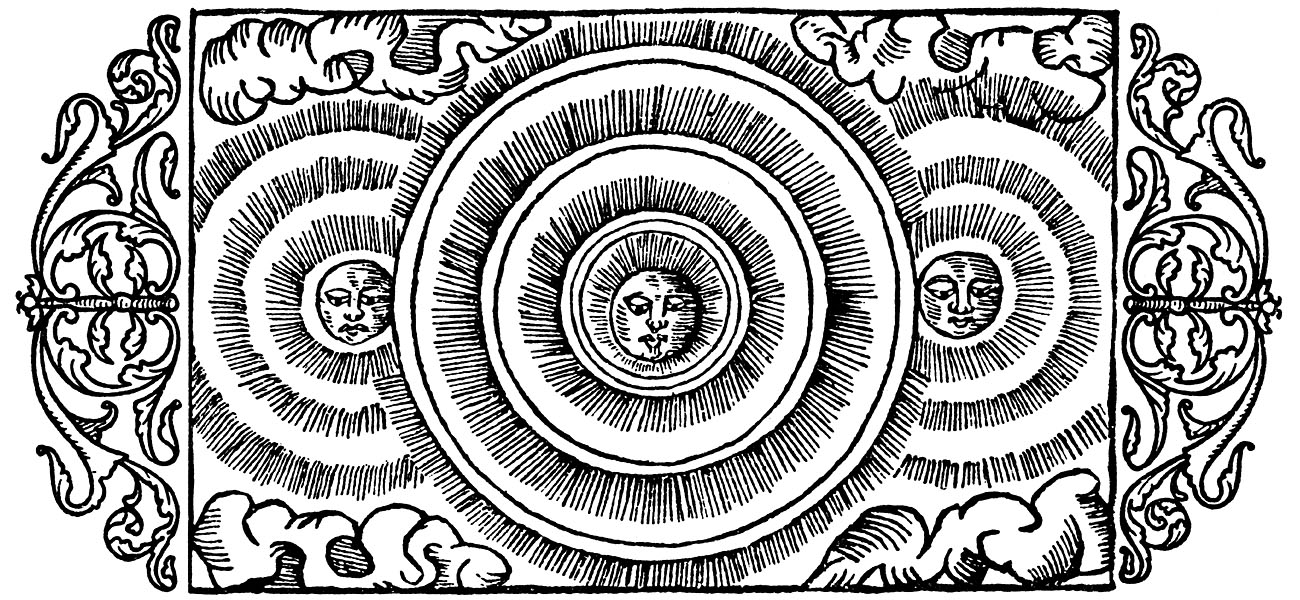
Parasélène dessiné par Olaus Magnus, avant 1555.